# Aleksandr Baranow
Aleksandr Andriejewicz Baranow (ros. Александр Андреевич Баранов; ur. 3 lutego?/14 lutego 1746 w Kargopolu, zm. 28 kwietnia 1819 w Dżakarcie) – rosyjski kupiec i handlarz futer, jeden z organizatorów kolonizacji Alaski. Został skierowany na Alaskę przez rosyjską kompanię handlową (Rosyjsko-Amerykańska Kompania Handlowa), która zajmowała się eksploatacją bogactw naturalnych Kamczatki i Alaski (głównie futer). Był założycielem miejscowości Sitka na południowo-wschodnich krańcach Alaski. W celu zaopatrywania kolonistów w żywność założył farmy daleko na południu kontynentu amerykańskiego (Fort Ross w Kalifornii).
Jego imieniem nazwano Archipelag Aleksandra i Wyspę Baranowa.